# Ромеовілл (Іллінойс)
Ромеовілл (англ. Romeoville) — селище (англ. village) в США, в окрузі Вілл штату Іллінойс. Населення — 39 863 особи (2020).

## Географія
Ромеовілл розташований за координатами 41°38′12″ пн. ш. 88°5′57″ зх. д. / 41.63667° пн. ш. 88.09917° зх. д. (41.636670, -88.099091).  За даними Бюро перепису населення США в 2010 році селище мало площу 48,58 км², з яких 47,75 км² — суходіл та 0,83 км² — водойми. В 2017 році площа становила 51,10 км², з яких 49,26 км² — суходіл та 1,84 км² — водойми.

## Демографія
Згідно з переписом 2010 року, у селищі мешкало 39 680 осіб у 11 987 домогосподарствах у складі 9515 родин. Густота населення становила 817 осіб/км².  Було 12623 помешкання (260/км²).
Расовий склад населення:
| - 66,0 % — білих - 11,8 % — чорних або афроамериканців - 6,4 % — азіатів - 0,5 % — корінних американців - 12,3 % — осіб інших рас |

До двох чи більше рас належало 3,0 %. Частка іспаномовних становила 29,9 % від усіх жителів.
За віковим діапазоном населення розподілялося таким чином: 30,5 % — особи молодші 18 років, 62,3 % — особи у віці 18—64 років, 7,2 % — особи у віці 65 років та старші. Медіана віку мешканця становила 31,3 року. На 100 осіб жіночої статі у селищі припадало 97,7 чоловіків;  на 100 жінок у віці від 18 років та старших — 93,8 чоловіків також старших 18 років.
Середній дохід на одне домашнє господарство  становив 77 855 доларів США (медіана — 70 471), а середній дохід на одну сім'ю — 83 320 доларів (медіана — 76 709). Медіана доходів становила 52 919 доларів для чоловіків та 41 213 долари для жінок. За межею бідності перебувало 8,4 % осіб, у тому числі 13,3 % дітей у віці до 18 років та 3,3 % осіб у віці 65 років та старших.
Цивільне працевлаштоване населення становило 19 113 особи. Основні галузі зайнятості: освіта, охорона здоров'я та соціальна допомога — 19,7 %, виробництво — 14,1 %, роздрібна торгівля — 13,6 %.